# Кубок России по сёги

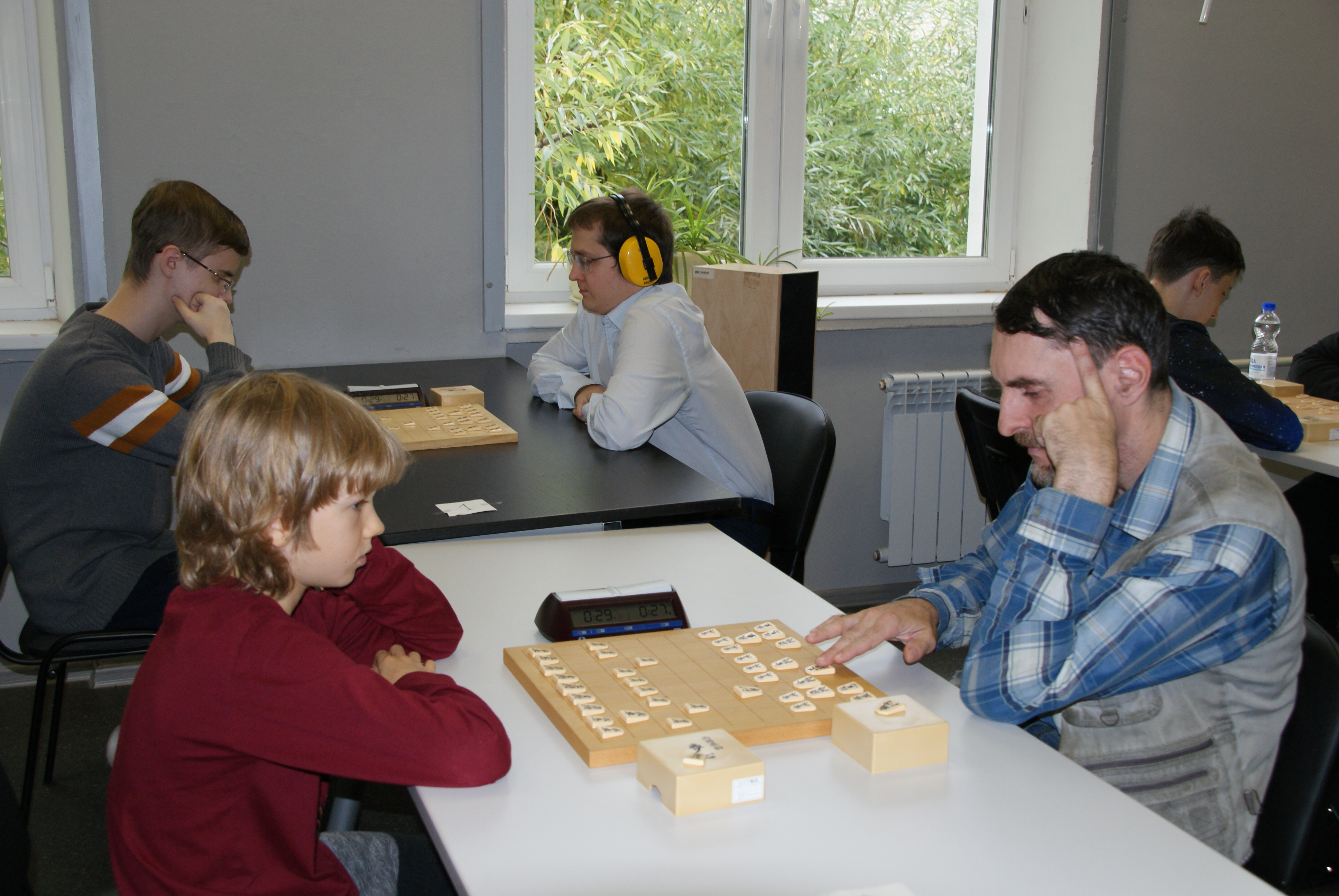
X Кубок России по сёги 2021 год. Финальный матч Денис Титов — Дмитрий Родин (на заднем плане) и матч за 3 место Денис Янковский — Владимир Носков.

Кубок России по сёги — соревнование, организуемое с 2011 года клубами сёги в России. Турнир является открытым.
В 2011—2017 годы проводился в Суздале, в гостинице «Суздаль»; с 2018 — в Москве. В 2023 году турнир впервые прошёл в городе Владимир (город, Россия), на нём же впервые для определения победителя была применена Турнирная система с выбыванием после двух поражений  (англ. Double Elimination).

## Формат
Обладателем Кубка России по положению объявляется участник из России с наилучшим результатом.
До 2021 года Кубок России по сёги проводился по швейцарской системе. В 2021 году при розыгрыше Кубка впервые была применена олимпийская система. Турнир проходил 25-26 сентября в Москве, в Центре творчества «На Вадковском». С 2023 года применяется Турнирная система с выбыванием после двух поражений  (англ. Double Elimination)

## Призёры
| №  | Год  | Место проведения         | I место                               | II место                              | III место                             | Обладатель Кубка (игрок из России)    |
| -- | ---- | ------------------------ | ------------------------------------- | ------------------------------------- | ------------------------------------- | ------------------------------------- |
| 13 | 2024 | Санкт-Петербург          | Виктор Запара                         | Денис Титов                           | Антон Майдель                         | Виктор Запара                         |
| 12 | 2023 | Владимир (город, Россия) | Андраник Артенян                      | Евгений Свешников                     | Марк Аленевский                       | Андраник Артенян                      |
| 11 | 2022 | Москва                   | Денис Титов                           | Марк Аленевский                       | Александр Мухамедов                   | Денис Титов                           |
| 10 | 2021 | Москва                   | Денис Титов                           | Дмитрий Родин                         | Денис Янковский                       | Денис Титов                           |
| 10 | 2020 | Москва                   | Не проводился из-за пандемии COVID-19 | Не проводился из-за пандемии COVID-19 | Не проводился из-за пандемии COVID-19 | Не проводился из-за пандемии COVID-19 |
| 9  | 2019 | Москва                   | Денис Титов                           | Денис Знатнов                         | Владимир Носков                       | Денис Титов                           |
| 8  | 2018 | Москва                   | Сергей Белов                          | Максим Захаренков                     | Никита Новиков                        | Сергей Белов                          |
| 7  | 2017 | Суздаль                  | Максим Шапоров                        | Винсент Танян                         | Михаил Иванов                         | Михаил Иванов                         |
| 6  | 2016 | Суздаль                  | Винсент Танян                         | Евгений Свешников                     | Сергей Лысенко                        | Евгений Свешников                     |
| 5  | 2015 | Суздаль                  | Владислав Закржевский                 | Пётр Щеслёнок                         | Александр Русанов                     | Александр Русанов                     |
| 4  | 2014 | Суздаль                  | Владимир Фролочкин                    | Владислав Закржевский                 | Андраник Артенян                      | Владимир Фролочкин                    |
| 3  | 2013 | Суздаль                  | Андраник Артенян                      | Виктор Запара                         | Даниил Кулин                          | Андраник Артенян                      |
| 2  | 2012 | Суздаль                  | Борис Мирник                          | Даниил Кулин                          | Игорь Синельников                     | Даниил Кулин                          |
| 1  | 2011 | Суздаль                  | Борис Мирник                          | Юрий Шпилёв                           | Игорь Синельников                     | Юрий Шпилёв                           |